# Kaspar Eberhard

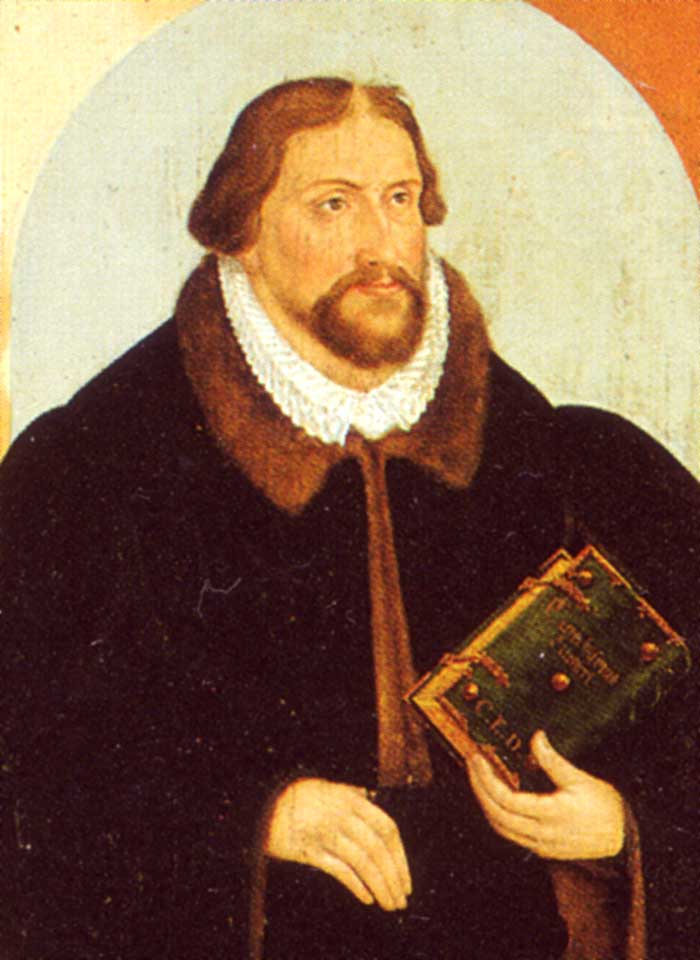
Kaspar Eberhard gemalt von Lucas Cranach dem Jüngeren (Ausschnitt aus einer ganzfigurigen Darstellung in der Stadtkirche Wittenberg)

Kaspar Eberhard (auch Caspar; * 21. März 1523 in Schneeberg; † 21. Oktober 1575 in Wittenberg) war ein deutscher lutherischer Theologe und Pädagoge.

## Leben
Eberhard besuchte die Schule seiner Heimatstadt und immatrikulierte sich im Juni 1543 an der Universität Wittenberg. Hier hörte er unter anderem bei Philipp Melanchthon und erlebte noch Martin Luther in seinen letzten Lebensjahren. Nachdem er seine Studien abgeschlossen hatte, ging er 1545 als Lehrer nach Schneeberg, wo er die Bekanntschaft Johannes Mathesius machte, mit dem ihn zeitlebens eine enge Freundschaft verbinden sollte. Zurückgekehrt nach Wittenberg erwarb sich Eberhardt am 18. September 1548 unter Melanchthons Vorsitz den akademischen Grad eines Magister, übernahm am 21. März 1549 das Rektorat der Schule in St. Joachimsthal und lenkte die Geschicke der Schule. Am 19. Januar 1552 verheiratet er sich mit Magdalena, der Tochter des Joachimsthaler Richters Wolf Creuzer. Die Ehe wurde von Mathesius geschlossen und beide wurden in der Folge gegenseitige Taufpaten.
Obwohl Mathesius ihn als guten Mathematiker und bewanderten Griechischkenner lobte und er als eleganter Humanist galt, wollte sich Eberhard theologischen Aufgaben widmen und wurde am 23. Mai 1554 für ein Pfarramt in Gottesgab, in Wittenberg von Johannes Bugenhagen ordiniert. In dieser Funktion begleitete er Melanchthon zum Naumburger Konvent und nach Leipzig.
Dabei erkannte Melanchthon Eberhards besondere Begabung als Hebräischlehrer und schlug ihn 1558 als Nachfolger Paul Ebers als Professor für die hebräische Sprache an der Wittenberger Hochschule vor, als dieser das Wittenberger Stadtpfarramt übernahm. Dazu kam es jedoch nicht, stattdessen wechselte er noch im selben Jahr als Pfarrer nach Halle (Saale), ging ein Jahr später als Pfarrer nach Wolkenstein und wurde 1564 als Superintendent und Konsistorialassessor nach Meißen berufen. Nachdem er sich am 26. Mai 1570 den Grad eines Lizentiaten erworben hatte, promovierte er am 29. Mai 1570 in Wittenberg zum Doktor der Theologie. Als solcher nahm er 1574 an den Verhandlungen zu den Torgauer Artikeln teil und zeichnete sich dabei als orthodoxer Gnesiolutheraner aus. Aus der Folge der Torgauer Beschlüsse wurden an der Universität Wittenberg alle Philippisten als Kryptocalvinisten vertrieben. Dadurch entstand im Lehrkörper der Universität eine große Lücke.
Zunächst entsandte der Kurfürst August von Sachsen 1574 Eberhard und Paul Crell nach Wittenberg, mit dem Auftrag, diese Lücke zu schließen. Dabei übernahm Eberhard das Amt des Friedrich Widebrand als Oberpfarrer der Stadtkirche Wittenberg, wurde damit Generalsuperintendent des sächsischen Kurkreises und übernahm damit auch eine theologische Professur an der Universität Wittenberg. Die Änderungen gingen jedoch nicht ohne Probleme vor sich. Vor allem die Studenten, die mit den tief greifenden Veränderungen nicht einverstanden waren, machten ihrem Unmut Luft. Jedoch blieb Eberhard nicht mehr viel Zeit für Veränderungen. Eine langwierige Krankheit erfasste ihn und seinen Hausstand. Nachdem er zehn Monate in Wittenberg gewesen war, starb er kurz nach dem Tod seiner Schwester.
Eberhard legte eine Sammlung mit Luthers Tischreden an, die heute verschollen ist. Die unbeschriebenen Seiten füllte er mit Rezepten von Speisen aus, die er sammelte und mit dem, was die neue Zeit bot, erweiterte. Von seinem Werkschaffen ist die Schrift Christum humilem & altum bekannt, die Passionspredigten enthält, außerdem sind noch einige andere Predigten erschienen. Eberhard ist der erste Vertreter der Lutherischen Orthodoxie in Wittenberg, welches in der Nachwirkung zu einem Zentrum derselbigen werden sollte.
Aus seiner Ehe sind sechs Söhne hervorgegangen. Bekannt sind
- Johann Baptist Eberhard (auch Theodosanius; * 1552 [1557] in Gottesgab; † 25. September 1585 Herzberg [Pest]), der Superintendent in Herzberg wurde ⚭ 1580 mit Dorothea (geborene Friedel, * 1562), Tochter des Bartholomäus Friedel
- Caspar Eberhard der Jüngere (* 17. Dezember 1558 in Wolkenstein; † 1615), Pfarrer in Naustadt,[3]
- Christoph Eberhard, Philipp Eberhard und Anastasius Eberhard.